# Argyreia stenophylla
Argyreia stenophylla är en vindeväxtart som först beskrevs av Kerr, och fick sitt nu gällande namn av Staples och Traiperm. Argyreia stenophylla ingår i släktet Argyreia och familjen vindeväxter. Inga underarter finns listade i Catalogue of Life.